# Walerian Sosiński
Walerian Sosiński (William Gray) (ur. 29 sierpnia 1919 w Zbiersku, zm. 1 listopada 2008 tamże) – żołnierz Wojska Polskiego, starszy sierżant strzelec pokładowy Polskich Sił Powietrznych, uczestnik kampanii wrześniowej oraz działań polskiego lotnictwa na Zachodzie, kawaler Orderu Virtuti Militari. Po wojnie awansowany do stopnia kapitana.

## Życiorys
Syn Józefa i Zofii z domu Okoń. W 1934 roku ukończył siedmioletnią szkołę powszechną w Zbiersku i rozpoczął pracę w miejscowej cukrowni. W ramach przysposobienia wojskowego odbył szkolenie szybowcowe w Fordońskiej Szkole Szybowcowej, gdzie uzyskał kategorię A i B pilota szybowcowego. Zgłosił się ochotniczo do służby w Wojsku Polskim i 15 grudnia 1937 roku został przydzielony do 3. pułku lotniczego. Odbył dziesięciotygodniowe szkolenie zasadnicze w Biedrusku, a następnie kurs obsługi samolotów. Jako starszy szeregowy został przydzielony do 32. eskadry liniowej, gdzie przeszedł szkolenie w zakresie pilotażu RWD-8.
Po wybuchu II wojny światowej zajmował się obsługą Karasi eskadry na lotniskach polowych. 11 września, po rozwiązaniu eskadry, został ewakuowany w kierunku granicy z Węgrami. Internowany 19 września, w grudniu 1939 roku zbiegł i przez Jugosławię przedostał się do Francji. Trafił do polskiej bazy w Lyon-Bron, skąd został skierowany do Wielkiej Brytanii. W RAF otrzymał numer służbowy 781042 i rozpoczął naukę języka angielskiego oraz radiotelegrafii.
Został skierowany na szkolenie strzeleckie do 10. Bombing and Gunnery School w Dumfries, a po jego ukończeniu 7 października 1940 roku przydzielono go do dywizjonu 307. Latał w załodze z plut. pil. Antonim Jodą, ale na własną prośbę przeniósł się do lotnictwa bombowego. Od 10 listopada został przydzielony do dywizjonu 300, gdzie latał w charakterze strzelca samolotowego. Pierwszy lot bojowy wykonał 28 grudnia 1940 roku – było to bombardowanie zbiorników paliwa w Rotterdamie. Kolejne loty wykonywał na bombardowanie Kilonii, Brestu, Bremy, Kolonii, Mannheimu oraz Hamburga. W maju i czerwcu 1941 roku brał udział w bombardowaniach Hamburga, Kolonii, Rotterdamu, Osnabrück, Duisburga oraz Bremy. Podczas powrotu z bombardowania Bremy 30 czerwca jego samolot (Vickers Wellington nr R1640 o znakach BH-A) uszkodziła artyleria przeciwlotnicza, przez co wodował na Morzu Północnym, cała załoga została uratowana. Sosiński za odwagę w ratowaniu członków załogi został odznaczony przez gen. Władysława Sikorskiego, w obecności króla Jerzego VI, Krzyżem Srebrnym Virtuti Militari.
Po wypoczynku powrócił do latania operacyjnego. Od lipca 1941 roku latał na bombardowanie Frankfurtu nad Menem, Bremy, Cherbourga, Emden, Hamburga i Münster. 2 lutego 1942 roku, po odbyciu trzydziestu jeden lotów bojowych, został przeniesiony na wypoczynek do 18. Operational Training Unit w Bramcote. W tej jednostce ukończył kurs bombardierów. 16 lipca 1943 roku reprezentował swoją jednostkę na pogrzebie gen. Władysława Sikorskiego. Był jednym z żołnierzy, którzy nieśli i składali do grobu jego trumnę. 1 października 1943 roku został przeniesiony do szkoły pilotażu podstawowego 16. (Polish) Service Flying Training School w Newton, gdzie do 1946 roku szkolił bombardierów.
Wojnę zakończył w stopniu starszego sierżanta. Nie zdecydował się na powrót do Polski i pozostał na emigracji. W 1947 roku wstąpił do Polskiego Korpusu Przysposobienia i Rozmieszczenia. Zmienił imię i nazwisko na William Gray i pozostał w Wielkiej Brytanii. Pracował w zakładach Dunlop Tyres, a następnie w przemyśle lotniczym. Od 1964 roku pracował w Kanadzie, w 1965 przeniósł się na Wyspy Bahama. Po dwóch latach wyjechał do USA, gdzie pracował w handlu. Następnie otworzył własną działalność związaną z handlem maszynami budowlanymi. Aktywnie brał udział w życiu Polonii – był członkiem Kongresu Polonii Amerykańskiej oraz prezesem Stowarzyszenia Lotników Polskich w Kalifornii.
W 1993 roku uczestniczył w sprowadzeniu zwłok gen. Sikorskiego do Polski. 17 września brał udział w niesieniu trumny generała na Wawel oraz w złożeniu jej w krypcie św. Leonarda. W 2004 roku powrócił na stałe do Polski i zamieszkał w Kaliszu. Zmarł 1 listopada 2008 roku w Zbiersku, został pochowany na tamtejszym cmentarzu parafialnym.

## Ordery i odznaczenia
Otrzymał odznaczenia:
- Krzyż Oficerski Orderu Odrodzenia Polski – pośmiertnie[13],
- Krzyż Srebrny Virtuti Militari (nr 9214),
- Krzyż Walecznych – czterokrotnie,
- Medal Lotniczy – dwukrotnie,
- Złoty Krzyż Zasługi,
- Polowy Znak Strzelca (nr 61),
- Defence Medal,
- War Medal 1939–1945,
- Air Crew Europe Star.